# 山蛞蝓
山蛞蝓（學名：Meghimatium fruhstorferi）是一個中型到大型的會呼吸空氣的陸生蛞蝓的物種，一個阿勇蛞蝓總科黏液蛞蝓科的陸生肺螺類腹足纲软体动物。

## 亞種
- Meghimatium fruhstorferi daiseniana (Cockerell)[3]:45

## 形態描述
身體圓而略扁，殼表呈黃褐色，背面覆蓋柔軟的米白色~灰褐色外套膜，背部有顏色較深的不規則塊斑，兩側有深褐色的縱帶，由頭部延伸至尾部，體表佈滿斷續狀的縱紋。
一般體長約13~16公分，屬於超過10公分的大型蛞蝓種；但在台灣曾有紀錄最大的山蛞蝓長達20公分。

## 分佈
本物種分佈於日本、朝鮮半島及台灣。本物種的模式產地位於日本的長崎市。

## 延伸閱讀
- Chang, N. S.; Jeong, K. H.; Kim, Y. U. . Korean J. Malacol.. 1995, 11: 78–91.

## 外部連結
- YouTube上的A video of the slug moving